# Liste des maires de Sisteron
La liste des maires de Sisteron présente la liste des maires de la commune française de Sisteron, située dans le département des Alpes-de-Haute-Provence en région Provence-Alpes-Côte d’Azur.

## La mairie

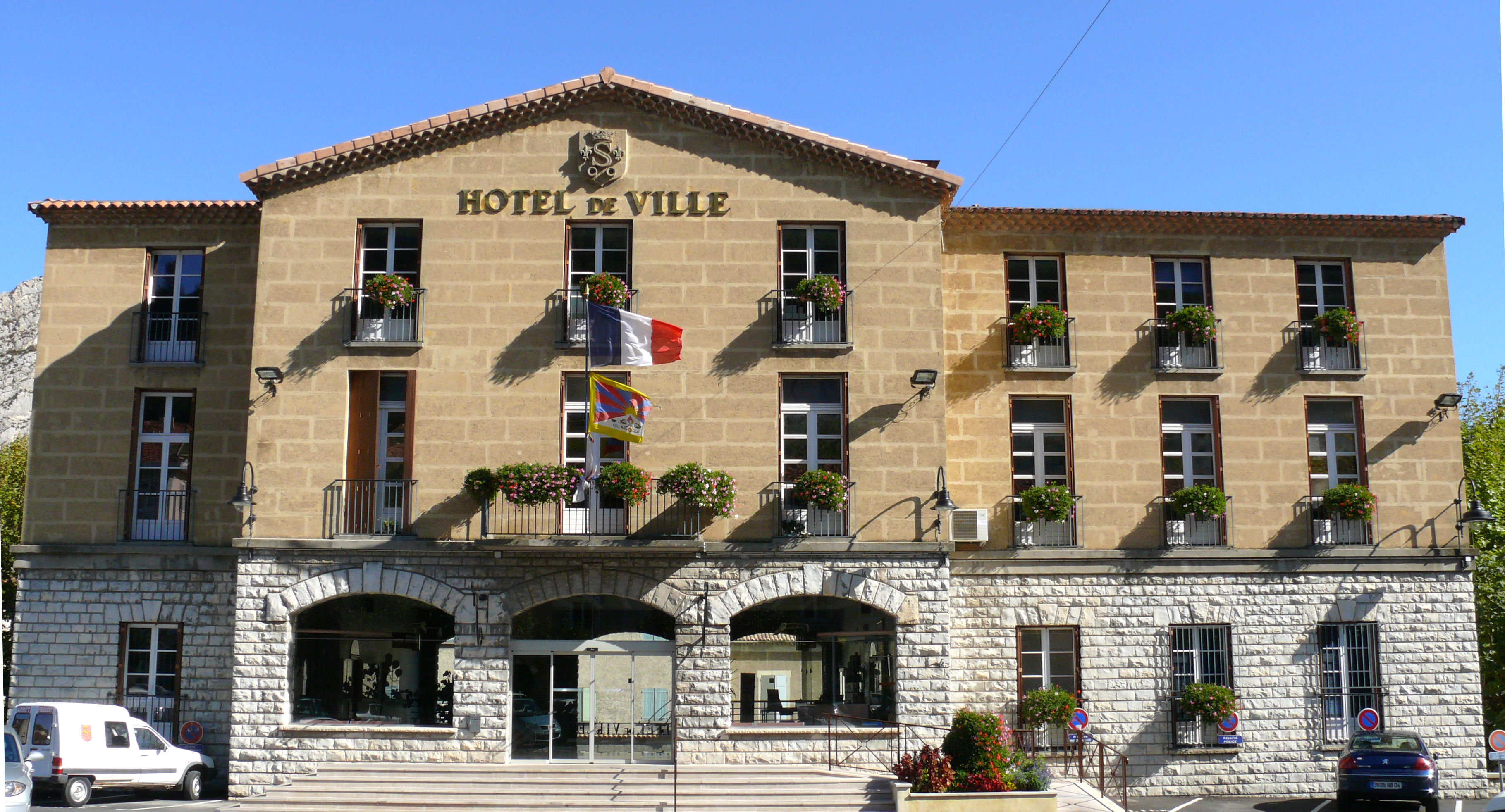
L'hôtel de ville de Sisteron.

## Liste des maires

### Entre 1789 et 1941
| Période                                  | Période      | Identité                                   | Étiquette    | Qualité                                                                                     |
| ---------------------------------------- | ------------ | ------------------------------------------ | ------------ | ------------------------------------------------------------------------------------------- |
| Les données manquantes sont à compléter. |              |                                            |              |                                                                                             |
| 1789                                     |              | Joseph Latil                               |              | Conseiller général de Sisteron Député                                                       |
| Les données manquantes sont à compléter. |              |                                            |              |                                                                                             |
| 1805                                     | 1823         | Jean Joseph Laurent de Gombert (1766-1852) | Royaliste    | Conseiller général (1815 → 1830)                                                            |
| Les données manquantes sont à compléter. |              |                                            |              |                                                                                             |
| 1839                                     | 1839         | Louis Machemin                             |              | Conseiller général                                                                          |
| Les données manquantes sont à compléter. |              |                                            |              |                                                                                             |
| 1847                                     | 1847         | Jean Aimé Édouard de Laplane               |              |                                                                                             |
| Les données manquantes sont à compléter. |              |                                            |              |                                                                                             |
| 1886                                     | 1887         | Félix Bontoux                              | Républicain  | Député des Basses-Alpes (1881 → 1885) Conseiller général de la Motte-du-Caire (1878 → 1889) |
| 1887                                     | sept 1888    | Lucien Gaubert                             |              | Bourrelier                                                                                  |
| 1889                                     | mars 1905    | Louis Latil                                |              | Conseiller général de Sisteron                                                              |
| août 1905                                | janvier 1906 | Louis Vieux                                |              |                                                                                             |
| 1906                                     | janvier 1908 | Henri Charles Gasquet                      | Rad.         | Notaire et banquier Conseiller général de Sisteron (1907 → 1922)                            |
| janvier 1908                             | février 1924 | Félix Thélène                              |              | Avocat-avoué Conseiller général de Sisteron (1922 → 1924) Décédé en fonction                |
| mars 1924                                | janvier 1941 | Émile Paret (1883-1956)                    | RG puis SFIO | Négociant en vins et spiritueux Conseiller général de Sisteron (1931 → 1940)                |
| Les données manquantes sont à compléter. |              |                                            |              |                                                                                             |

### Depuis 1944
Depuis l'après-guerre, six maires se sont succédé à la tête de la commune.
| Période       | Période        | Identité                 | Étiquette                        | Qualité |
| ------------- | -------------- | ------------------------ | -------------------------------- | --- |
| octobre 1944  | 27 avril 1956  | Émile Paret, (1883-1956) | SFIO                             | Négociant en vins et spiritueux, résistant Conseiller général de Sisteron (1945 → 1956) Décédé en fonction |
| 9 juin 1956   | mars 1977      | Élie Fauque (1901-1986)  | SFIO puis PS                     | Directeur d'école retraité, ancien résistant Premier adjoint au maire (1953 → 1956) Conseiller général de Sisteron (1958 → 1982) |
| mars 1977     | 22 avril 1979, | Pierre Lanza (1939-1979) | PS                               | Professeur Décédé en fonction |
| 22 avril 1979 | 8 juin 1979    | Paul Mourier (1924-2001) |                                  | Architecte, premier adjoint au maire Maire par intérim |
| 8 juin 1979   | 14 mars 1983   | André Roman, (?-2004)    | PS                               | Professeur de physique-chimie 3e adjoint au maire (1977 → 1979) Chevalier des Palmes académiques |
| 14 mars 1983  | En cours       | Daniel Spagnou           | RPR puis UMP, puis LR puis Agir, | Directeur de caisse d'épargne retraité Député des Alpes-de-Haute-Provence (2e circ.) (2002 → 2012) Conseiller régional de Provence-Alpes-Côte d'Azur (1992 → 2002) Conseiller général de Sisteron (1985 → 2001) Vice-président du conseil général (1988 → 2001) Président de la CC du Sisteronais (2006 → 2016) Président de la CC du Sisteronais Buëch, (2017 → ) Médaille d'or régionale, départementale et communale Marianne d'or |

Daniel Spagnou est Président de l'association des maires des Alpes-de-Haute-Provence.